# 拉多米斯利夫卡
49°17′26″N 36°16′49″E / 49.29056°N 36.28028°E
拉多米斯利夫卡（烏克蘭語：Радомислівка）是位於烏克蘭東部的村莊，由哈爾科夫州洛佐瓦區的五一城市鎮負責管轄。該村始建於1700年，面積0.14平方公里，海拔高度167米，2001年人口10，人口密度每平方公里70.4人。